# Çevrimtaş, Sivrice
Çevrimtaş là một xã thuộc huyện Sivrice, tỉnh Elâzığ, Thổ Nhĩ Kỳ. Dân số thời điểm năm 2011 là 83 người.